# Grauwzustersklooster (Hasselt)

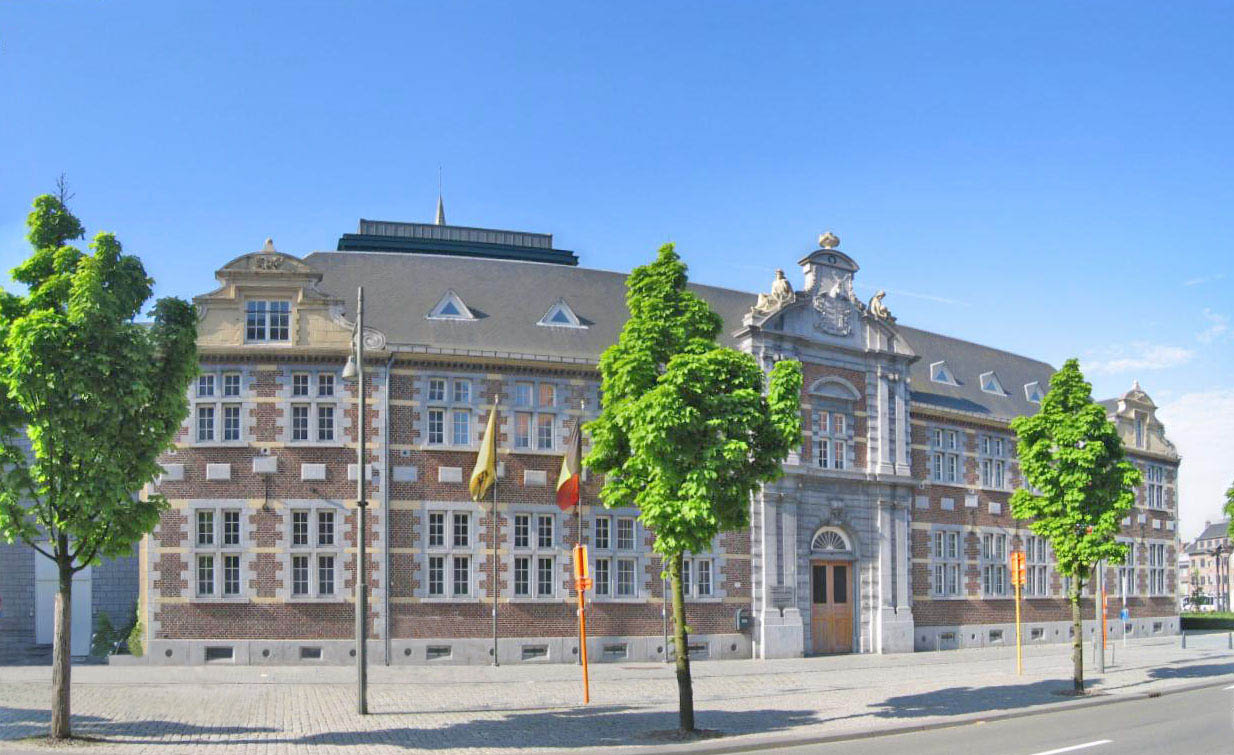
Gasthuisgevel in neorenaissancestijl

Het Grauwzustersklooster is een voormalig klooster van de Grauwzusters te Hasselt. Bij dit klooster behoort ook het Gasthuis Sint-Barbaradal of Oud Gasthuis, gelegen aan Thonissenlaan 75.

## Geschiedenis
Het klooster werd in 1626 gesticht door Herman Vander Rijst, die pastoor was van het Begijnhof. De eerste zusters kwamen van het Grauwzustersklooster te Diest. De zusters hadden tot taak om lijders aan de pest te verplegen. Zij verbleven aanvankelijk in het pesthuis, maar van 1663-1666 werd de eerste kloostervleugel gebouwd, en in 1667-1668 werd de kapel gesticht. In 1683 en 1711 werd het complex ommuurd.
Ten gevolge van de Franse bezetting werd het klooster in 1796 opgeheven. Het gebouw werd vervolgens als kazerne gebruikt. Van 1805-1824 was het opnieuw een hospitaal, en in 1824 keerden de Grauwzusters weer terug. Zij verbleven echter aanvankelijk in huis De Pasteye. Van 1866-1871 werd het hospitaal met een vleugel aan de Thonissenlaan, ontworpen door Lambert Jaminé. Ook in 1931 werd nog een vleugel bijgebouwd, voor de psychiatrische afdeling. De kapel ging echter door oorlogshandelingen in 1944 verloren. In 1957 werd een nieuwe kapel gebouwd.
Einde jaren '60 van de 20e eeuw verhuisde het hospitaal naar het nieuwe Virga-Jesseziekenhuis, de laatste patiënt vertrok in 1969. Vanaf 1977 tot aan de verkoop van het gebouw in 1992 trokken een aantal stedelijke diensten, en ook de politie, in de leegstaande gebouwen. 

## Gebouw
Tegenwoordig zijn van het klooster nog twee vleugels aanwezig. De zuidvleugel, in Maaslandse stijl, dateert van 1664. Het is een bakstenen gebouw met mergelstenen hoekbanden. Deze vleugel werd in 1975 beschermd als monument. Hierin is het Modemuseum Hasselt gevestigd.
De hospitaalvleugel van 1866-1871 is in Vlaamse neorenaissancestijl gebouwd. Deze heeft een monumentale ingangspoort van twee verdiepingen, met pilasters, een gebroken fronton die twee allegorische vrouwenfiguren draagt, en voorzien is van het stadswapen. In het gebouw zijn kantoren gevestigd.